# Phyllodoce minuta
Phyllodoce minuta är en ringmaskart som först beskrevs av Treadwell 1937.  Phyllodoce minuta ingår i släktet Phyllodoce och familjen Phyllodocidae. Inga underarter finns listade i Catalogue of Life.